# Rajmund Pietraszkiewicz
Rajmund Pietraszkiewicz (ur. 31 sierpnia 1934 w Żuchowiczach, obecnie rejon korelicki, zm. 29 sierpnia 2013) – polski działacz partyjny i państwowy, w latach 1973–1975 naczelnik powiatu gorzowskiego, w latach 1975–1982 wicewojewoda gorzowski.

## Życiorys
Syn Piotra i Stefanii. Od 1940 przebywał na zesłaniu w Kriwoje, po wojnie wraz z rodziną osiadł w Międzychodzie. Ukończył Państwową Szkołę Ogólnokształcącą nr 18 w Gorzowie Wielkopolskim, a w 1960 – Wyższą Szkołę Rolniczą w Poznaniu.
Wstąpił do Polskiej Zjednoczonej Partii Robotniczej, przed 1972 został sekretarzem Komitetu Miejskiego i Powiatowego PZPR w Gorzowie Wielkopolskim. Zasiadał w tamtejszej Powiatowej Radzie Narodowej, kierując nią od 19 kwietnia do 9 grudnia 1973. Następnie do 1 czerwca 1975 był ostatnim naczelnikiem powiatu gorzowskiego. W 1975 został członkiem egzekutywy Komitetu Wojewódzkiego PZPR w Gorzowie Wielkopolskim. Od 1 czerwca 1975 do 10 grudnia 1982 pełnił funkcję wicewojewody gorzowskiego, następnie do 1986 pozostawał rencistą. Później pracował m.in. jako doradca prezesa i dyrektor ds. inwestycji w przedsiębiorstwach, a także jako specjalista ds. ochrony wód w Zarządzie Wojewódzkim Polskiego Związku Wędkarskiego. Przez wiele lat był szefem zarządu wojewódzkiego Ochotniczej Straży Pożarnej w Gorzowie Wielkopolskim, działał też w organizacjach łowieckich.
5 września 2013 został pochowany na cmentarzu w Międzychodzie.